# Bananmal
Bananmal (Opogona sacchari) är en fjärilsart som beskrevs av Wenceslas Bojer 1856. Bananmal ingår i släktet Opogona och familjen äkta malar. Arten förekommer tillfälligt i Sverige, men reproducerar sig inte. Inga underarter finns listade i Catalogue of Life.